# Cirrhitus rivulatus

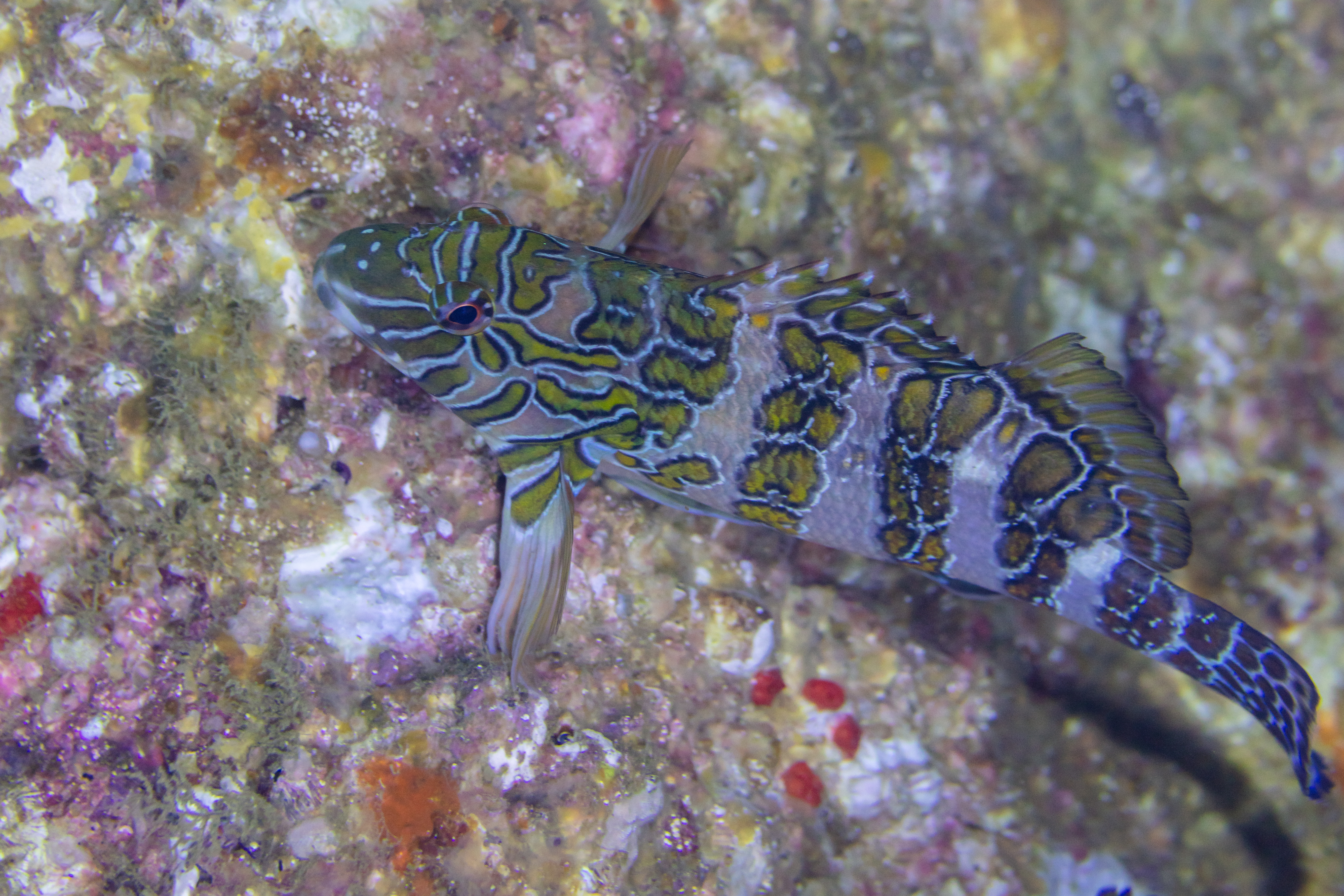
Ejemplar en Baja California (México).

El chino mero, halcón mero, mero mapa o carabalí (Cirrhitus rivulatus) es una especie de pez perciforme de la familia Cirrhitidae.

## Morfología
Es una especie de talla mediana (talla máxima 50 cm de longitud total). Cuerpo robusto y alto (altura comprendida entre 2,6 a 2,8 veces en la longitud estándar). Cabeza grande; boca bastante amplia y oblicua, su extremo posterior está situado por debajo del borde posterior ; operculo con una sola espina aplanada cubierta por la piel. Una sola aleta dorsal.

## Distribución y hábitat
Es un pez marino. Se encuentra desde golfo de California (México) hasta la costa del Pacífico norte de Colombia y también en las islas Galápagos .